# Андрей Дмитриевич (князь можайский)
Андре́й Дми́триевич (14 августа 1382 − 9 июля 1432) — третий из доживших до совершеннолетия сын великого князя Московского и Владимирского Дмитрия Ивановича Донского и суздальской княгини Евдокии Дмитриевны, удельный князь Можайский с 1389 года, родоначальник Можайских князей.

## Биография
В 1389 году умирающий Дмитрий Донской завещает своему 7-летнему сыну Андрею Можайский удел. В духовной грамоте Дмитрия перечисляются волости удела, среди них мы встречаем такие города как: Можайск, Боянь (Искона), Поротва (Галичичи), Тушков, Верея, Калуга, Медынь, Белоозеро и другие.

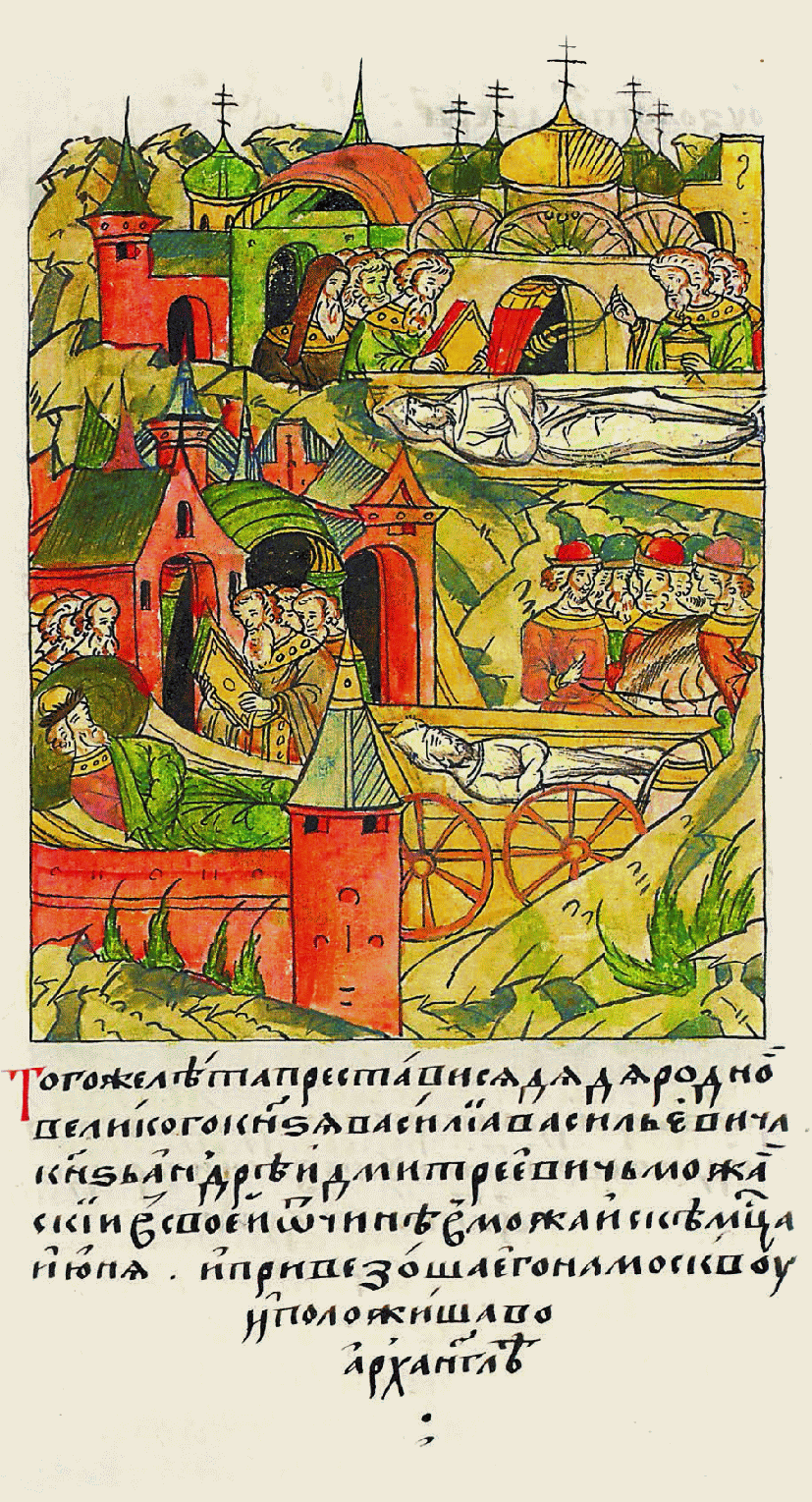
Смерть князя

В том же году Дмитрий Донской передал село Дегунино сыну. А он после того, как его мать построила в Кремле церковь Рождества Богородицы на Сенях, пожаловал на содержание причта этого храма в вотчину село Дегунино со всеми угодьями и крестьянами.
Андрей был на протяжении своей жизни верным союзником своего старшего брата Василия, а затем и племянника — Василия Тёмного. Позднее, в 1446 году сын Андрея Иван Андреевич перещёл на сторону Дмитрия Шемяки и ослепил своего двоюродного брата Василия II.
При Андрее в Можайском княжестве чеканилась собственная монета. Чеканка продолжалась до середины XV века.
В 1408 году по просьбе Андрея святым Ферапонтом был основан Лужецкий монастырь «на лужках».
В 1409 году вместе со своим дядей, 56-летним князем Владимиром Андреевичем Храбрым, руководил обороной Москвы во время нашествия ордынского хана Едигея. После безуспешной трёхнедельной осады Едигей отошёл от крепости.
В 1413 году основал Колоцкий монастырь.
Основатель Лужецкого и Колоцкого монастырей.
Умер 9 июля 1432 в Можайске, похоронен в Архангельском соборе Московского кремля.

## Описание деньги Андрея Дмитриевича

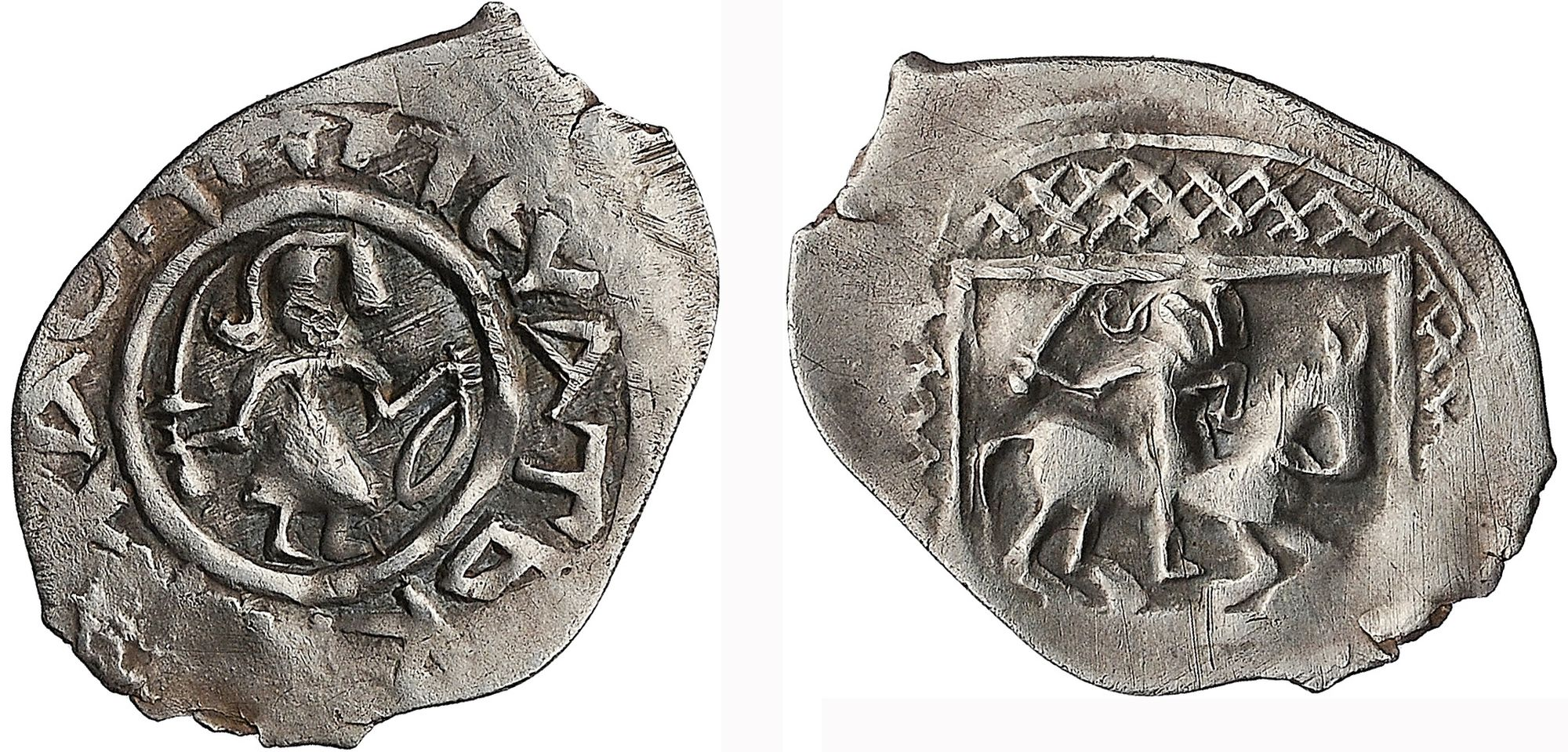
Монеты Андрея Дмитриевича Можайского

Денга: левая сторона: «Воин анфас, в левой руке сабля, под правой рукой небольшой округлый щит, на поясе ножны, над рукой со щитом отрубленная человеческая голова, под рукой с саблей орнаментальная решётка в круговой легенде с именем Андрея». Оборотная сторона: «Четвероногое вправо, голова повернута влево, хвост пропущен между задними ногами и над спиной оканчивается трилистником, над задней частью туловища отрубленная человеческая голова, над передней – значок в виде перевернутой буквы С. Изображение помещено в прямоугольную рамку, вписанную в круговой линейный ободок».

## Семья
Жена с 1403 года — Агриппина (Аграфена) Александровна (? — ум. после 1434), дочь Александра Патрикеевича (князя Стародубского);
Дети:
- Иван (до 1430 — 1485[5]) — князь Можайский (1432—1454), Стародубский с 1454 года;
- Михаил (до 1432 — 1486) — князь Верейский и Белозерский;
- Анастасия (ум. 1451); муж: Борис Александрович (после 1398 — 1461), великий князь Тверской с 1425 года.

## Комментарии
1. ↑  Является пятым по счёту из известных сыновей Дмитрия Донского: Пчелов Е. В. Рюриковичи: История династии. — М.: ОЛМА-ПРЕСС, 2003. — С. 394.